# Eozanclus
Eozanclus brevirostris
Genre
Espèce
Eozanclus est un genre fossile de poissons marins à nageoires rayonnées appartenant à la famille des Zanclidae, au sein de l'ordre des Perciformes,.
Une seule espèce est rattachée au genre : Eozanclus brevirostris, décrite en 1835 par le paléontologue suisse Louis Agassiz (1807-1873).

## Découverte et datation
Les fossiles d'Eozanclus, bien préservés, ne sont connus que sur le célèbre site paléontologique (Lagerstätte) du Monte Bolca sur la zone dite de « Pesciara », en Vénétie (Italie). Eozanclus brevirostris a vécu dans les mers tropicales de l'océan Téthys, précurseur de la Méditerranée, au cours de l'Éocène inférieur (Yprésien), il y a environ entre 49 et 48,5 Ma (millions d'années),. 
L'environnement péri-récifal tropical de l'Éocène du Monte Bolca est sous influence à la fois côtière et de mer ouverte. Dans cet environnement, les fossiles ont été préservés dans des sédiments calcaires laminés, déposés dans une dépression à faible énergie, sous un environnement anoxique.

## Description

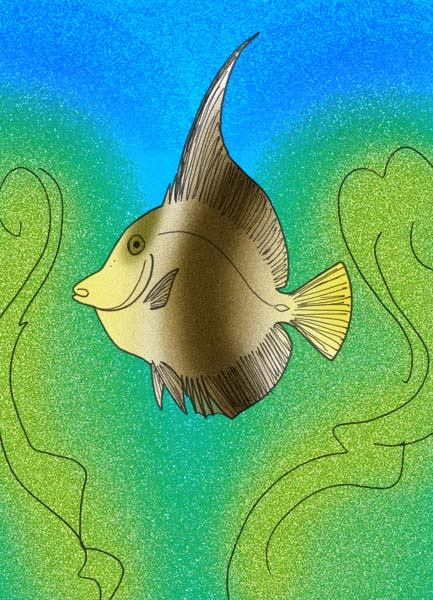
Vue d'artiste d'Eozanclus brevirostris.

C'est un petit poisson qui ne dépassait généralement pas 15 centimètres de long. Son corps est très haut et comprimé latéralement. Sa tête est de grande taille, avec un museau légèrement allongé en avant. L'apparence de cet animal était très similaire à celle du Zancle cornu actuel (Zanclus cornutus).
Il en diffère par une taille plus modeste, un museau beaucoup plus court et la partie antérieure de sa nageoire dorsale qui est moins longue. Ses nageoires pectorales sont de petite taille et pointues. Sa caudale est triangulaire et non divisée, très différente de celle du Zancle cornu qui est en forme de croissant.

## Classification
Eozanclus est un Acanthuroidei placé dans la famille des Zanclidae,. Il a d'abord été décrit par L. Agassiz en 1835 sous le nom binominal de Zanclus brevirostris, avant d'être distingué en 1975 par Blot et Voruz, sous un nouveau nom de genre (Eozanclus), dont Eozanclus brevirostris est la seule espèce connue.

## Paléobiologie
Eozanclus, comme son proche parent actuel, le Zancle cornu, était un poisson de récif qui se nourrissait de plantes aquatiques.